# Pedro Troglio
Pedro Antonio Troglio, né le 28 juillet 1965 à Luján en Argentine, est un footballeur argentin évoluant au poste de défenseur, désormais entraîneur.

## Biographie

### Carrière de joueur
Il fait ses débuts sous le maillot de River Plate avant de s'exiler en Italie à l'Hellas Vérone puis à la Lazio Rome. Il dispute entre-temps la Coupe du monde 1990 en Italie dont il fut finaliste avec la sélection argentine (un but marqué contre l'URSS). Il poursuivra sa carrière en Italie à Ascoli Calcio 1898 puis part au Japon à Avispa Fukuoka avant de terminer sa carrière en Argentine. 

### Carrière d'entraîneur
Il décide alors de se tourner vers le métier d'entraîneur et prend en main l'équipe de Godoy Cruz de Mendoza avant de prendre la tête de Gimnasia La Plata en mars 2005. Deux ans plus tard, on le retrouve sur le banc d'Independiente où il reste un an.
C'est au Paraguay qu'il obtient ses premiers succès d'entraîneur en remportant le Tournoi d'ouverture 2009 avec le Cerro Porteño, soit le 28e titre du club. Il y reste jusqu'en 2010 et rentre en Argentine où il fait une pige à Argentinos Juniors, puis revient à Gimnasia y Esgrima La Plata – qu'il parvient à faire remonter en D1 en 2012-2013 – et enfin s'occupe du CA Tigre à partir de 2016.
Il s'exile une deuxième fois, cette fois-ci au Pérou, pour prendre en charge l'Universitario de Deportes de Lima, club où il est présenté officiellement le 27 mars 2017. Il y reste un peu plus d'an, avant de présenter sa démission le 29 avril 2018.

## Palmarès

### Joueur
River Plate
- Champion d'Argentine en 1985-1986.
- Vainqueur de la Coupe intercontinentale en 1986.
- Vainqueur de la Copa Libertadores en 1986.
- Vainqueur de la Copa Interamericana en 1986.

 Argentine
- Finaliste de la Coupe du monde en 1990.

### Entraîneur
- Cerro Porteño
  - Champion du Paraguay en 2009 (Tournoi d'ouverture).

- Gimnasia y Esgrima LP
  - Finaliste de la Coupe d'Argentine en 2018.